# Diabugu Batapa
Diabugu Batapa är en ort i Gambia. Den ligger i regionen Upper River, i den östra delen av landet, 240 km öster om huvudstaden Banjul. Antalet invånare var 4 693 vid folkräkningen 2013.